# Голлі Медісон
Голлі Медісон, при народженні Голлі Медісон Келлен (англ. Holly Madison Cullen; нар. 23 грудня 1979, Асторія, Орегон, США) — американська модель та акторка. Найбільш відома як подруга Г'ю Гефнера номер один разом з Бріджет Марквардт та Кендрою Вілкінсон у реаліті тб-серіалі The Girls Next Door.

## Життєпис
Медісон народилася в Асторії, Орегон. Виросла на Алясці, потім її сім'я переїхала назад додому в Орегон. Навчалась в університеті протягом двох років, спеціалізуючись на театрі і психології. В 1999 р. Медісон переїхала в Лос-Анджелес. Щоби дозволити собі навчання в коледжі, працювала моделлю, а також в Hooters.
Після того, як її помітили, стала отримувати запрошення в будинок Playboy. Після понад року відвідання будинку стала однією з семи офіційних подруг Гефнера в серпні 2001.

## Кар'єра
Медісон з'явилася на обкладинці журналу Playboy в листопаді 2005 року разом з Марквардт і Вілкінсон в рамках спеціального живописної дії The Girls Next Door. Дівчата були на обкладинці Playboy у вересні 2006 р. і в березні 2008 р.
Медісон заявила, що хоче будувати кар'єру в Playboy. Вона також сприяла розробці календаря The Girls Next Door.
В 2006 р. за власної ініціативи описавши домашнього улюбленця, Медісон почала писати статті про домашніх тварин для щоквартального журналу. У квітні 2007 р. Медісон з'явилася ню в антихутровому оголошені PETA.

## Фільмографія
| Кіно        | Кіно                                   | Кіно             | Кіно                                                      |
| Рік         | Фільм                                  | Роль             | Примітки                                                  |
| ----------- | -------------------------------------- | ---------------- | --------------------------------------------------------- |
| 1998        | The Last Broadcast                     | Міс яскраві очі  |                                                           |
| 2006        | Дуже страшне кіно 4                    | Блондинка # 1    |                                                           |
| 2008        | Хлопцям це подобається                 | Камео            |                                                           |
| 2009        | The Telling                            | Стефані          |                                                           |
| Телебачення |                                        |                  |                                                           |
| Рік         | Назва                                  | Роль             | Примітки                                                  |
| 2002        | MTV Cribs                              | Камео            | 1 епізод                                                  |
| 2003        | The Surreal Life                       | Камео            | Епізод: "The Wedding and Goodbye"                         |
| 2003        | Doggy Fizzle Televizzle                | Камео            | Епізод: 4                                                 |
| 2004        | The Sharon Osbourne Show               | Камео            | 1 епізод                                                  |
| 2004        | The Bernie Mac Show                    | Крілик           | Епізод: "The Talk"                                        |
| 2004        | Viva La Bam                            | Камео            | Епізод: "Drive-Way Skate Park"                            |
| 2005        | Curb Your Enthusiasm                   | Камео            | Сезон 5 Епізод 6 - "The Smoking Jacket"                   |
| 2005        | The Big Idea with Donny Deutsch        | Камео            | 1 епізод                                                  |
| 2005        | Антураж                                | Камео            | Епізод: "Aquamansion"                                     |
| 2005–2006   | The Tyra Banks Show                    | Камео            | 2 епізоди                                                 |
| 2005–2009   | The Girls Next Door                    | Herself          | (Сезони 1-5. 80 епізодів)                                 |
| 2006        | E! True Hollywood Story                | Камео            | Епізод: "Hugh Hefner: Girlfriends, Wives and Centerfolds" |
| 2006        | Amazon Fishbowl                        | Камео            | 1 епізод                                                  |
| 2006        | The Late Late Show with Craig Ferguson | Камео            | Uncredited, 2 епізоди                                     |
| 2006        | Robot Chicken                          | Камео (голос)    | Епізод: "Drippy Pony"                                     |
| 2006        | The Ellen DeGeneres Show               | Камео            | 1 епізод                                                  |
| 2007        | Keeping Up with the Kardashians        | Камео            | Епізод: "Birthday Suit"                                   |
| 2007        | Phenomenon                             | Камео            | Епізод: Three                                             |
| 2007        | Last Call with Carson Daly             | Камео            | 1 епізод                                                  |
| 2008        | Today                                  | Камео            | 1 епізод                                                  |
| 2008        | Celebrity Family Feud                  | Камео            | Епізод: "Vincent Pastore vs. The Girls Next Door"         |
| 2008        | Living Lohan                           | Камео            | Епізод: "The Billionaire Babysitters"                     |
| 2008        | Chelsea Lately                         | Камео            | 1 епізод                                                  |
| 2009        | Танці з зірками                        | Contestant       | (Сезон 8, вибула на 3 раунді)                             |
| 2009        | Kendra                                 | Камео            | 2 епізоди                                                 |
| 2009–2010   | Holly's World                          | Камео            | (Сезон 1- present, 9 епізодів)                            |
| 2009–2010   | Kendra                                 | Камео            | 2 епізоди                                                 |
| 2010        | CSI                                    | Гаряча блондинка | (1 епізод 11 сезон)                                       |